# Blodpølse
Blodpølse er en pølse fremstillet hovedsageligt af blod og fedt. Den nydes gerne stegt. I Storbritannien kaldes den black pudding, og den indgår i English breakfast. I Skotland er der eksempler på at den bliver friturestegt.
Blodpølse har været en yndet ret i anledning af julen i Danmark. Traditionen var meget typisk i 1800-tallet på gårdene rundt om i landet. Siden er populariteten dog dalen, og navnlig i de senere år blevet mindre og mindre udbredt.

## Ingredienser
Svineblod, vand, flomme, rugmel, byggryn, brun farin, rosiner, salt, kanel, kardemomme, naturtarme eller kunsttarme. På Færøerne fremstilles blodpølse af fåreblod og -flomme.